# Mariano Haro
Mariano Haro Cisneros (ur. 27 maja 1940 w Becerril de Campos, zm. 27 lipca 2024) – hiszpański lekkoatleta, długodystansowiec, trzykrotny wicemistrz mistrzostw świata w biegach przełajowych, trzykrotny olimpijczyk.
Największe sukcesy odniósł w biegach przełajowych, choć z powodzeniem startował także na stadionie.
Brał udział w międzynarodowych mistrzostwach w biegach przełajowych w latach 1961 (w kategorii juniorów), 1962–1966, 1967–1969, 1971 i 1972, zdobywając srebrny medal w 1972 w Cambridge oraz brązowe w 1961 w Nantes (jako junior) i w 1963 w San Sebastián. Od 1973 są rozgrywane mistrzostwa świata w biegach przełajowych. Haro wystąpił w pierwszych pięciu edycjach w latach 1973–1977, zdobywając srebrne medale w 1973 w Waregem, 1974 w Monzy i w 1975 w Rabacie.
W wieku 22 lat wystąpił w biegu na 10 000  metrów na mistrzostwach Europy w 1962 w Belgradzie, ale nie ukończył konkurencji. Zdobył srebrny medal w biegu na 10 000 metrów i brązowy medal w biegu na 5000 metrów na igrzyskach ibero-amerykańskich w 1962 w Madrycie. Na mistrzostwach Europy w 1966 w Budapeszcie odpadł w eliminacjach biegu na 5000 metrów.
Zdobył brązowy medal w bieguna 3000 metrów z przeszkodami na igrzyskach śródziemnomorskich w 1967 w Tunisie (wyprzedzili go tylko jego rodak Javier Álvarez i Tunezyjczyk Labidi Ayachi). Na igrzyskach olimpijskich w 1968 w Meksyku odpadł w eliminacjach tej konkurencji.
Zajął 5. miejsce w biegu na 10 000 metrów na mistrzostwach Europy w 1971 w Helsinkach. Zdobył srebrny medal na tym dystansie na igrzyskach śródziemnomorskich w 1971 w Izmirze, za Javierem Álvarezem, a przed Giuseppe Cindolo z Włoch. Wystartował na tych igrzyskach także w biegu maratońskim, lecz go nie ukończył.
Zajął 4. miejsce w biegu na 10 000 metrów na igrzyskach olimpijskich w 1972 w Monachium. Awansował również do finału biegu na 5000 metrów, lecz w nim nie wystąpił. Na mistrzostwach Europy w 1974 w Rzymie zajął 8.miejsce w biegu na 10 000 metrów. Ponownie zdobył srebrny medal w tej konkurencji na igrzyskach śródziemnomorskich w 1975 w Algierze, za Tunezyjczykiem Abdelkaderem Zaddemem. Zajął 6. miejsce na tym dystansie na igrzyskach olimpijskich w 1976 w Montrealu
Haro był mistrzem Hiszpanii w biegu na 5000 metrów w 1962, 1964, 1965, 1969 i 1970, w biegu na 10 000 metrów w latach 1962, 1964, 1965, 1969–1971 i 1973–1975, w półmaratonie w 1975, w biegu na 3000 metrów z przeszkodami w 19676 oraz w biegu przełajowym w latach 1962, 1963, 1966, 1969 i 1971–1977.
Był dwukrotnym rekordzistą Hiszpanii w biegu na 3000 metrów do czasu 7:51,6, uzyskanego 3 sierpnia 1972 w Oslo, jednokrotnym w biegu na 5000 metrów z wynikiem 13:26,03, osiągniętym 14 lipca 1972 w Londynie, pięciokrotnym w biegu na 10 000 metrów do czasu 27:48,14 z 3 września 1972 w Monachium, a także dwukrotnym w biegu na 20 000 metrów (czas 58:37,8) i w biegu godzinnym (wynik 20493 metry), oba rekordy uzyskane 9 sierpnia 1975 w San Sebastián. W hali był rekordzistą Hiszpanii w biegu na 3000 metrów z czasem 8,29,2 (26 lutego 1964 w Madrycie). Wszystkie powyższe rekordy były najlepszymi wynikami w karierze Haro. Jego rekord życiowy w biegu na 3000 metrów z przeszkodami wynosił 8:37,2 i pochodził z 17 sierpnia 1968 w A Coruña